# 부트난주

부트난주

부트난주(아랍어: البطنان)는 리비아 동부에 위치한 주로, 주도는 투브루크이며 면적은 3,860km2, 인구는 159,536명(2006년 기준)이다. 동쪽으로는 이집트와 국경을 접하며 북쪽으로는 지중해와 인접해 있다.